# Terranova (Fernsehsender)
Terranova (Eigenschreibweise terranova; lat. neue Erde) war der Name eines kommerziellen deutschen Fernsehsenders, der vom 15. September 2004 bis 10. Juli 2007 sendete.
Die Programminhalte bestanden größtenteils aus Dokumentationen über Natur und Technik. Teilweise wurden auch Teleshopping-Sendungen ausgestrahlt.
Terranova gehörte, wie sein Vorgänger Onyx.tv, der französischen Gesellschaft AB Groupe und konnte sich aus deren reichhaltigem Pool an populärwissenschaftlichen Dokumentationen bedienen. Geschäftsführender Generaldirektor war Ludi Boeken.

Dieses Logo wurde in der Testschleife, die über Satellit übertragen wurde, benutzt.

Verbreitet wurde das Spartenprogramm kostenfrei digital über Satellit Astra (DVB-S), regional auch analog und digital über Fernsehkabel im Netz von Vodafone Kabel Deutschland, Unitymedia und Kabel BW, im Rhein-Main-Gebiet, im Ruhrgebiet sowie in den Räumen Düsseldorf, Köln/Bonn, Hannover/Braunschweig, Bremen und Hamburg auch über DVB-T.

## Abschaltung
Im Laufe des ersten Halbjahres 2007 gab Terranova seine DVB-T-Lizenzen ab und hat sich schrittweise aus seinem Engagement im analogen Kabel zurückgezogen. Die Verbreitung über digitales Kabel und über Satellit (Astra digital) wurde somit fokussiert. Außerdem bestand die Möglichkeit, über das Internet-Portal und IPTV Sendungen zu erhalten.
Am 10. Juli 2007 stellte Terranova den Sendebetrieb ein. Grund dafür seien wirtschaftliche Probleme. Vor allem die „hohen Kosten der technischen Verbreitung und das mengen- und rabattgetriebene System der Media-Buchungen“ seien für das Aus verantwortlich, gab der Sender am 13. Juni 2007 bekannt.

## Sendungen
- Cohn-Bendit trifft… - Talkshow mit Daniel Cohn-Bendit.
- Green Planet - Magazin, das ökologische Themen behandelte.
- Planet Today - Naturmagazin, das täglich um 19:30 Uhr ausgestrahlt wurde und aktuelle Themen behandelte.
- Weltenbummler - Reisemagazin mit wechselnden teils einmaligen Reisenden.